# تون حمام
گلخن، آتشدان، تون یا مزبله بخشی از حمام‌های قدیمی بود که در آن خس و خاشاک یا فضولات حیوانی را آتش می‌زدند تا گرمای مورد نیاز خزینه را ایجاد کند.
گلخن مجموعهٔ راهرو، اتاقک و دیگ بزرگ از جنس مس بود. شخصی به اسم تون‌تاب در فواصل زمانیِ منظم به‌وسیلهٔ افروختن هیزم و سایر مواد سوختی در تون، آب داخل خزینه را گرم نگه می‌داشته‌است. دود ناشی از دود و دَم سوختن به‌صورت مستقیم به دودکش‌ها مرتبط نمی‌شده، بلکه توسط گربه‌روهای کف حمام به بیرونِ گرمابه هدایت می‌شده تا از گرمای آن برای گرم شدن کف گرمابه استفاده شود. نام‌های دیگرِ تون: گلخن (گُرخانه)، تیون و پاتیون است.